# Friedrich Hensler
Friedrich Hensler (* 1. Juli 1949 in Wien) ist ein österreichischer Politiker (ÖVP) und Landwirt. Hensler war von 2003 bis 2008 Abgeordneter zum Landtag von Niederösterreich und ist nach einer Periode zwischen 1998 und 2003 seit 2008 wieder Mitglied des österreichischen Bundesrates.
Hensler besuchte von 1955 bis 1959 die Volksschule in Hollern und absolvierte in  der Folge von 1959 bis 1963 die Hauptschule der Salesianer Don Boscos in Wien. Danach besuchte Hensler von 1964 bis 1967 die landwirtschaftliche Fachschule in Bruck an der Leitha. Hensler ist beruflich als Landwirt in Hollern tätig.
Hensler begann seine politische Karriere 1975 als Gemeinderat in der Marktgemeinde Rohrau. Er stieg 1985 zum geschäftsführenden Gemeinderat auf, war von 1995 bis 1997 Vizebürgermeister und zwischen 1997 und 2008 erneut geschäftsführender Gemeinderat. Danach war er bis 2010 erneut Gemeinderat, bevor er 2010 erneut zum geschäftsführenden Gemeinderat gewählt wurde. Daneben vertrat Hensler Niederösterreich zwischen dem 16. April 1998 und dem 23. April 2003 im Bundesrat, bevor er zwischen dem 24. April 2003 und dem 10. April 2008 das Amt eines Landtagsabgeordneten in Niederösterreich bekleidete. Seit dem 10. April 2008 ist Hensler erneut Bundesrat. Zudem ist Hensler seit 1990 Ortsparteiobmann der ÖVP Hollern, seit 1996 Landesobmann der Maschinenringe, seit 1998 ÖVP-Hauptbezirksparteiobmann und seit 1999 Bezirksbauernratsobmann. Im Jahr 2000 wurde er zum Bundesobmannstellvertreter der Maschinenringe gewählt.

## Auszeichnungen
- Silbernes Ehrenzeichen für Verdienste um die Republik Österreich
- Goldenes Ehrenzeichen für Verdienste um das Bundesland Niederösterreich
- 2014: Großes Silbernes Ehrenzeichen für Verdienste um die Republik Österreich